# Сладкое безделье
«Сладкое безделье» (итал. «Dolce Far Niente») — картина американского художника Джона Сингера Сарджента (англ. John Singer Sargent, 1856—1925), произведение позднего периода его творчества.

## История создания картины и её судьба

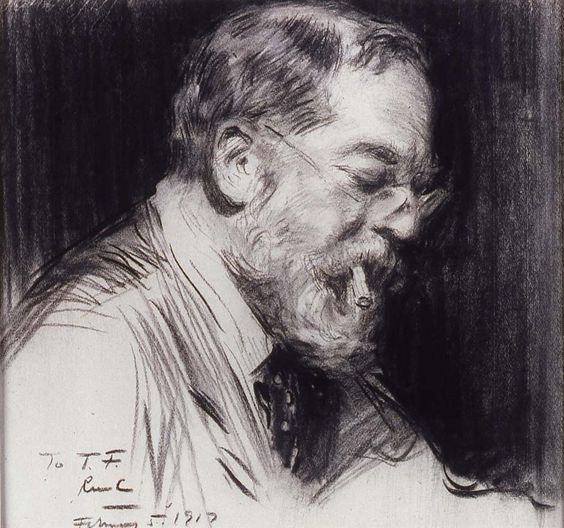
Раймонд Кросби. Портрет Джона Сингера Сарджента (склонившегося над шахматной доской?), 1917

Многие годы Джон Сингер Сарджент проводил часть лета в занятии живописью под открытым небом в итальянском местечке Валле-д'Аоста. Работы, созданные там, исполнены яркого света. Для того, чтобы усилить чувственность своих картин Сарджент часто одевал персонажей в костюмы, которые он приобретал во время своих путешествий на Ближнем Востоке. На картине «Dolce Far Niente» несколько фигур почти сливаются с водой в ручье и друг с другом, что усиливает ощущение интимности сцены. Все три мужские фигуры были написаны с лакея художника Николя д’Инверно (англ. Nicola d'Inverno), он был неразлучен с хозяином, сопровождал его не только в путешествиях по Европе, но и на Ближний Восток, что раскрывает ухищрения, лежащие в основе этого, казалось бы, простого и случайного сюжета. Николя Д’Инверно запечатлён на нескольких других картинах художника, в том числе — среди мужских фигур на картине «Игра в шахматы», где он также изображён играющим в шахматы. На основе анализа письма, присланного в канадскую газету Calgary Herald в 1966 году, исследовательница творчества Сарджента Наташа Уоллас пришла к выводу, что одной из женских фигур, изображённых на картине, может быть его автор — Маргарет О’Риган, впоследствии Маршарет Битон по мужу (англ. Margaret O'Regan, англ. Margaret Beaton), компаньонка матери Джона Сингера Сарджента в Лондоне за год до её смерти.
«Dolce Far Niente» обычно датируется примерно 1907 годом. Картина принадлежит к коллекции Бруклинского музея. В музей картина поступила в соответствии с завещанием её прежнего владельца А. Августа Хили. Инвентарный № 11.518. Она экспонируется на 5-м этаже, на постоянной выставке «Соединенные Штаты на мировой арене, 1865—1930». Размер картины — 41,3 на 71,7 сантиметров, в раме — 61,9 × 92,4 × 7,6 сантиметров. На картине имеется подпись художника справа внизу: «John S. Sargent».
Картина была представлена на многочисленных временных выставках, представляя творчество художника: «Джон Сингер Сарджент» в Музее американского искусства Уитни и Чикагском институте искусств (1986—1987), «Американская самоидентификация: Новый взгляд» (2003), «Акварели Джона Сингера Сарджента» (апрель — июль 2013), «Американское искусство» (с апреля 2016) в Бруклинском музее и других.

## Сюжет картины

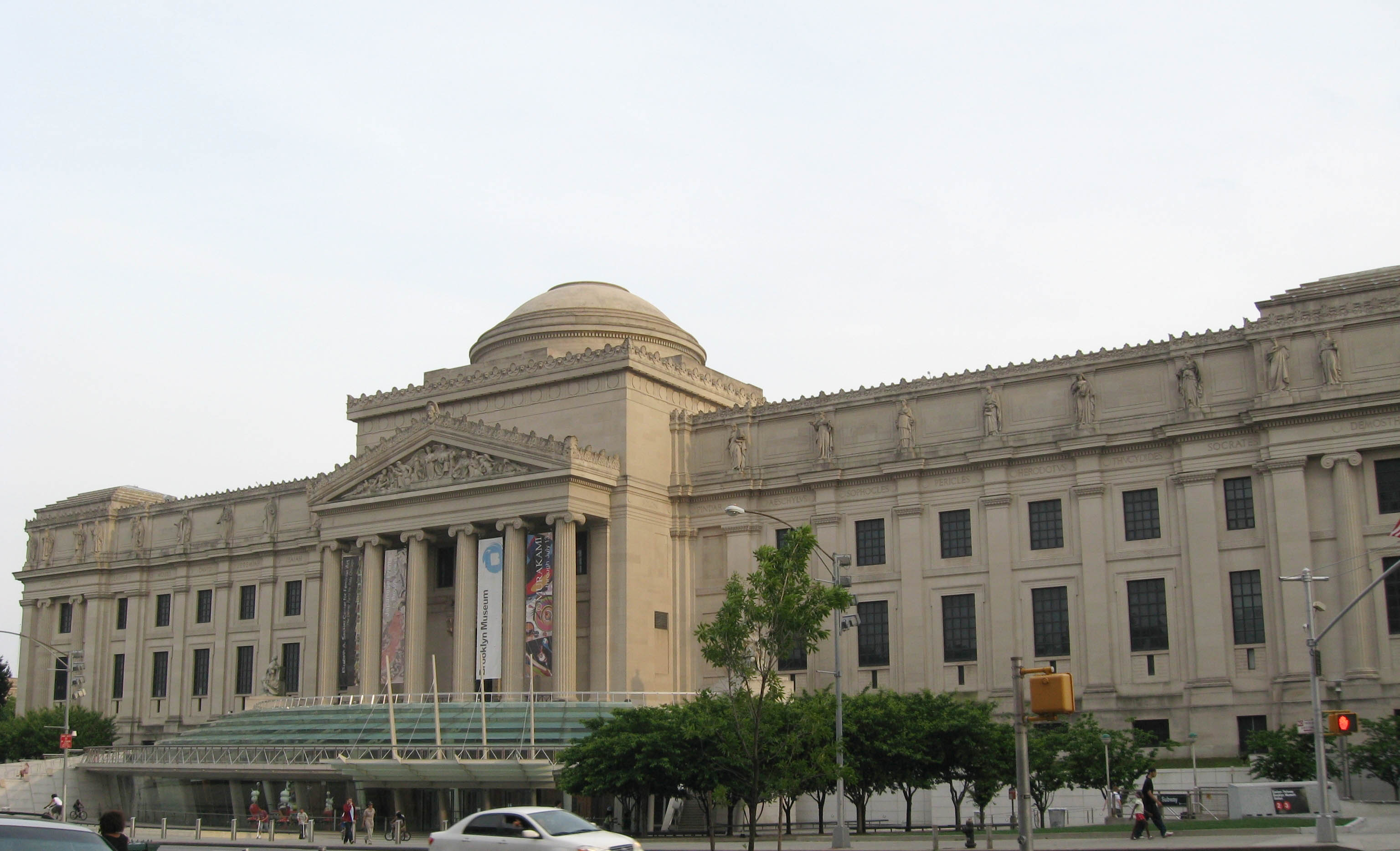
Бруклинский музей, где хранится картина

В названии картины Сарджент использовал итальянское крылатое выражение «Dolce Far Niente», что означает «Сладкое безделье», как название состояния, в котором пребывают костюмированные фигуры, лежащие на траве вблизи альпийского ручья. Частота, с которой он рисовал подобные сцены, моделями в которых ему служили обычно друзья и родственники, наслаждающиеся такой «сладостью», — в положении полулежа или лёжа, в одиночестве или вместе, — была редкостью в то время, когда многие художники воспринимали лежащую фигуру женщины только в плане чувственности. Работы Сарджента с отдыхающими фигурами предлагают зрительской аудитории его живописный дневник, который показывает его близких людей в интимные моменты их жизни и предоставляют самому художнику широкую возможность для художественных экспериментов, обеспечиваемую знакомством с его моделями и свободу от рутины его лондонской студии. Сарджент создал значительное число таких работ, как в масле, так и в акварели, особенно во время летнего пребывания в Альпах, где его моделями обычно становились самые верные спутники: сестра художника Вайолет Ормонд, её семья, его друзья — Петер и Альма Харрисон, Дороти и Полли Барнард. Такие картины представляют собой спокойные интерлюдии в помещении и вне его на лоне природы, где персонажи могут расслабиться и предаться безделью и сну, Сарджент обычно использовал высокую точку обзора и обрезанный передний план, чтобы превратить зрителя в «заколдованного вуайериста».
Греческий искусствовед Николас Сфикас прослеживает отчётливое влияние в картине отголосков французского импрессионизма и особенно творчества Клода Моне.

## Художник и шахматы
Джон Сингер Сарджент был заядлым шахматистом.
Сохранились ещё две работы художника, где представлена его любимая игра: «Игра в шахматы» (1907, Гарвардский клуб Нью-Йорка, США) и «Игра в шахматы» (карандашный набросок).

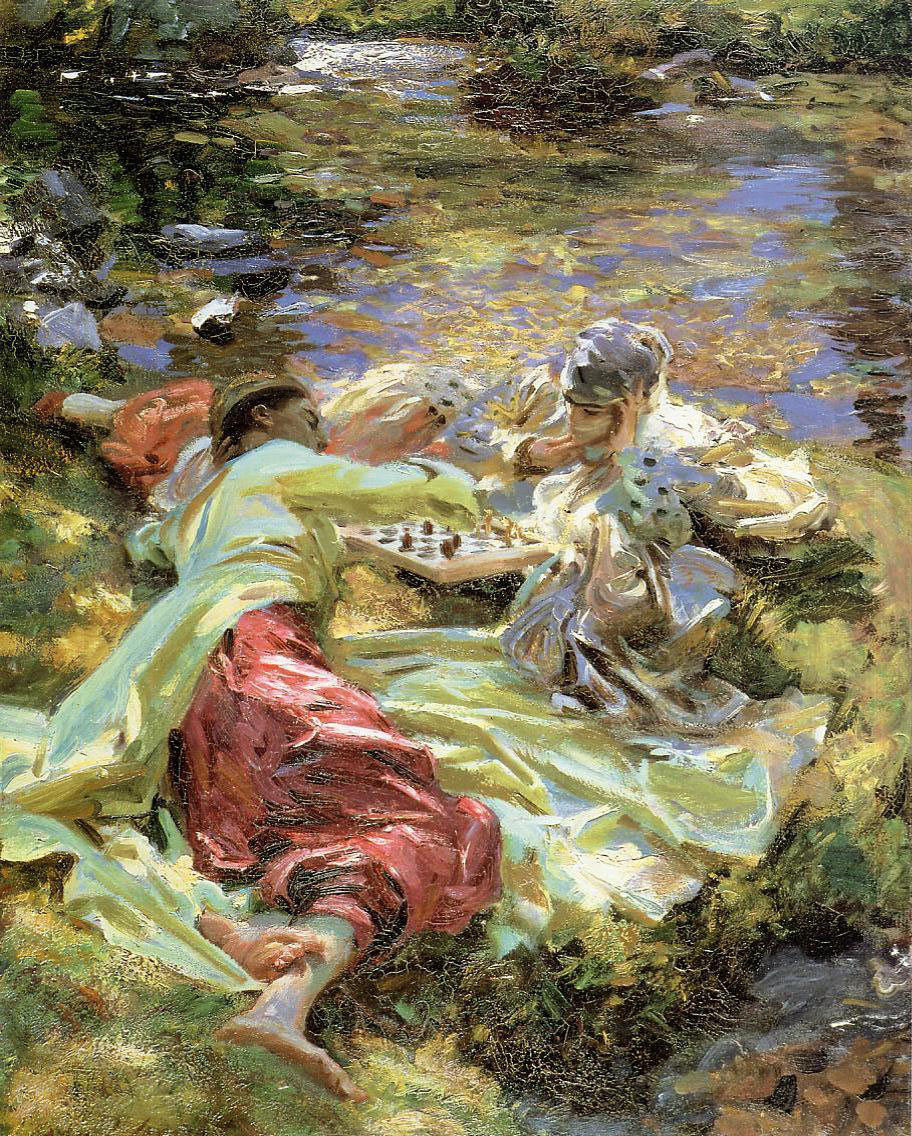
Джон Сингер Сарджент. Игра в шахматы (мужской персонах — Николя Д’Инверно), 1907
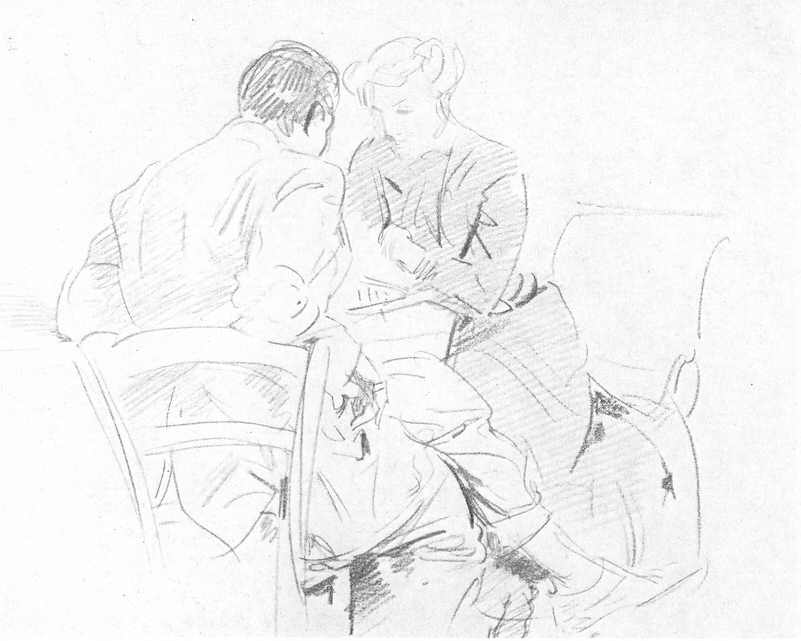
Джон Сингер Сарджент. Игра в шахматы. Карандашный рисунок
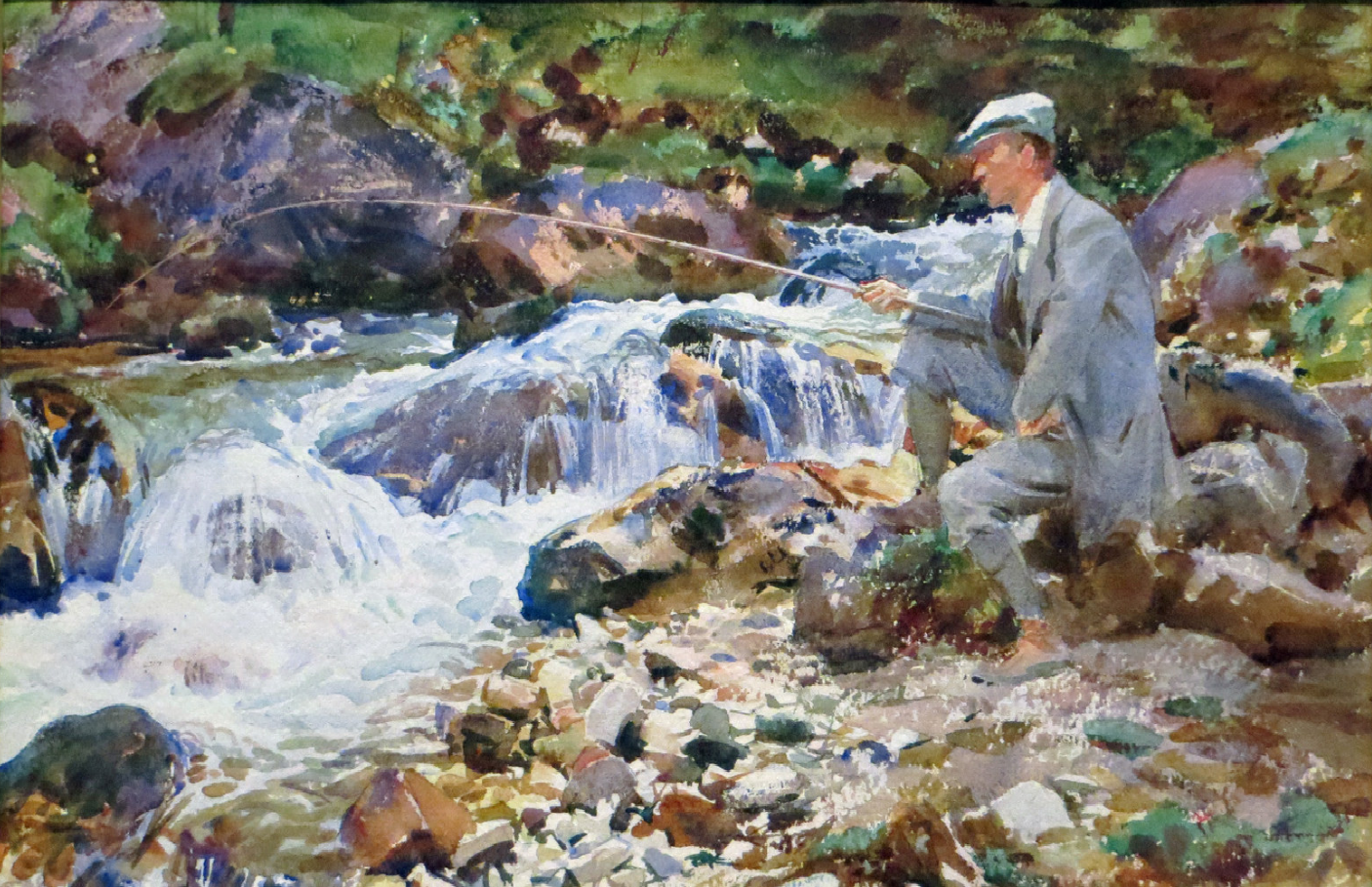
Джон Сингер Сарджент. Николя Д’Инверно в Валь д'Аоста, 1892